# Cañonera Pilcomayo
La cañonera Pilcomayo fue una histórica nave de guerra y protagonista de varias acciones durante la Campaña naval de la guerra del Pacífico.

## Características técnicas generales
Su casco era de madera de teca, clavado y forrado en cobre y reforzado con curvas diagonales por fierro galvanizado. Su maquinaria, fabricada por la empresa J. Penn & Company de Greenwich, especificaba una potencia de 1080 cv, alcanzando una velocidad máxima de 11,5 nudos medida el 7 de agosto de 1874, inferior a la de su gemelo Chanchamayo. 
Su máquina era horizontal de simple efecto, con una potencia nominal de 180 HP y potencia indicada de 1.080 HP con 4 calderas.
Su armamento consistía en 6 cañones: dos Armstrong de 70 libras y 6 pulgadas, uno a estribor y otro a babor, y cuatro Armstrong de 40 libras y 4.75 pulgadas, dos por banda. Sobre la línea de crujía, se le agregó una ametralladora Gatling poco antes del inicio de la guerra.

## Datos históricos

### Construcción
Para su construcción, se aprobó en el presupuesto de 1873/1874, una partida de S/. 4 millones para la compra de dos blindados y dos cañoneras, pero solo se compraron las cañoneras.
Ambas cañoneras, la Chanchamayo y la Pilcomayo, fueron construidas entre 1872 y 1874 por orden del gobierno del Perú en los astilleros de Money Wigram & Sons en Blackwall, Gran Bretaña arribando a El Callao el 11 de enero de 1875. 
El nombre de este buque debió ser Putumayo, que es un río del Perú, pero el pintor se confundió porque en ese entonces se construía en el astillero de Rennie & Co. en Greenwich, la bombardera Pilcomayo para Argentina.
Cada una tuvo un costo de £ 25,85 por cada tonelada de registro, £ 73,3 por HP nominal, siendo el costo total de S/. 170 mil cada una.

### Acciones navales
En 1877, formó parte de la División Naval que el gobierno formó para dar caza al blindado Huáscar durante la sublevación del Huáscar en 1877, pero sus principales acciones navales las hizo durante la guerra del Pacífico.
El 7 de abril de 1879, salió del Callao junto con la corbeta Unión hacia el sur y participó en el Combate naval de Chipana al mando del capitán de fragata Antonio C. de la Guerra, regresando al Callao el 17 de abril. 

#### Expediciones en la costa de Chile
Fue nuevamente comisionada el 29 de junio de 1879, esta vez al mando del capitán de navío Carlos Ferreyros, zarpando del Callao y arribando a Arica el 2 de julio. Llevó un cargamento de 2 mil rifles para el ejército boliviano. El 4 de julio escoltó al transporte Oroya a Pisagua, arribando el mismo día y luego continuó la travesía al sur. 
El 5 llegó a Patillos, caleta a 30 millas al sur de Iquique, y envió un bote a obtener información, pero el bote fue confundido y recibió tiros de rifle de soldados peruanos del puerto. 
El capitán de fragata Carlos Ferreyros había ordenado poner proa hacia Tocopilla; navegando de noche y entre la costa y los acorazados y corbetas chilenas, entró en Tocopilla el 6 de julio a las 9.00. Sorprendió en el puerto al mercante chileno “Matilde” y a tres lanchas atiborradas de víveres y forraje. Luego de enviar parlamentarios al muelle para avisar que no bombardearía a la población, hundió al “Matilde” de cinco cañonazos y barrenó las lanchas.
Luego de la acción de Tocopilla el comandante Carlos Ferreyros ordenó poner proa a toda máquina hacia Antofagasta para sorprender al campamento militar chileno ahí acantonado. Pero a las 12.20 avistó al blindado Blanco Encalada, la corbeta Chacabuco y al transporte Limarí, que venían de Iquique que regresaban de cañonear Pabellón de Pica.
Ferreyros al notar la presencia de las naves chilenas, pretendió escapar pegado a la costa; pero luego se abrió de ella y puso rumbo norte, sacando a la división naval chilena una ventaja de cinco millas náuticas. Perseguido por el Blanco Encalada por casi 20 horas. La Pilcomayo arribó a Arica el 8 a las 3.00 y la división naval chilena abandonó la caza.
La acción de Ferreyros causó desazón en Chile, que contaba con una marina superior en número y poderío a su par peruano, y con la que confiaba obtener la victoria en corto tiempo. Sin embargo, debido a las acciones de los marinos peruanos (con Grau a la cabeza), la guerra se prolongaba más de lo debido. El historiador venezolano Jacinto López dice sobre aquella hazaña de la Pilcomayo:

“La frágil cañonera peruana “Pilcomayo” había puesto en irrisión el poder de la escuadra chilena; había probado que el dominio del mar era cuestionable; se había burlado de los buques chilenos del bloqueo, pasando impunemente por Iquique, llegando casi hasta Cobija, es decir, que había ignorado con heroico desdén, el señorío de los acorazados chilenos que en Antofagasta e Iquique se habían erigido en dueños absolutos de esas aguas…”

El 15 de julio fue comisionada a Cobija para capturar transportes enemigos si los encontraba con el supuesto de que el blindado Cochrane estaba en Iquique y el Blanco Encalada en Antofagasta, pero en el trayecto se encontró con el Cochrane y la Chacabuco que navegaban de Iquique a Antofagasta. El Cochrane persiguió a la Pilcomayo entre el 17 y 18 de julio sin lograr alcanzarla, arribando la Pilcomayo a Arica el 22. Luego de una breve comisión en Pacocha, viajó al Callao el 26 de julio llevando 28 prisioneros del capturado transporte Rímac.

#### Otras comisiones
El 23 de agosto zarpó del Callao la Pilcomayo escoltando al transporte Chalaco, arribando a Arica 26. 
El 13 de septiembre llegó cerca a Arica el blindado Blanco Encalada, al mando del capitán de navío Juan Esteban López, y el transporte artillado Itata, al mando del capitán de navío Patricio Lynch, viajando en el primero el ministro de Guerra y Marina en Campaña, Rafael Sotomayor. El convoy evaluaba puntos de desembarco para la invasión próxima a realizar. La Pilcomayo zarpó de Arica y disparó 10 tiros sobre ellos con la finalidad de atraerlos y luchar con el apoyo de los fuertes, pero estaba a 10 mil m de distancia y el fuego fue contestado por 6 tiros del Itata. 
El 5 de octubre se presentó la escuadra chilena en Arica y a las 9.30, zarpó de Arica la cañonera peruana Pilcomayo por órdenes del Presidente Mariano Ignacio Prado, para reconocer a la escuadra chilena, lo que realizó a las 10.00. A las 9.50, se separó del convoy chilena la cañonera Covadonga y luego la corbeta O'Higgins. Se desató un combate entre la Pilcomayo y la O'Higgins a 6 millas de Arica, entre las 10.30 y 11.30, en el cual la Pilcomayo disparó 21 tiros y la O'Higgins, 16 tiros.

#### Pérdida de la nave
El 17 de noviembre de 1879, la Pilcomayo, la Unión y el transporte Chalaco regresaban al Callao por orden del presidente peruano. Sin embargo, el 18 de noviembre las naves peruanas fueron emboscadas por la escuadra chilena siendo la Pilcomayo la que se trabó en duelo de artillería con el acorazado Blanco Encalada. Como consecuencia del enfrentamiento la Pilcomayo se perdió mientras que las otras dos naves peruanas lograron salvarse. Ferreyros trató de incendiar y hundir la cañonera para evitar que el enemigo la capture, pero los chilenos abordaron la nave y evitaron a tiempo su colapso. Ferreyros y su tripulación fueron trasladados a Chile como prisioneros de guerra.
El día 18 de noviembre de 1879, regresando el blindado chileno "Blanco Encalada" de Islay y en las cercanías de Mollendo, siendo cerca de las 9.00, se divisaron tres humos al sur que se reconocieron como la corbeta "Unión", la cañonera "Pilcomayo" y el transporte "Chalaco", que estaban comandadas por los Capitanes de Navío Nicolás F. Portal y Carlos Ferreyros y el Capitán de Fragata Manuel A. Villavicencio, respectivamente. 
La corbeta "Unión" que navegaba adelantada, al reconocer al blindado "Blanco" viró hacia el sur para advertir a los otros buques del peligro que les acechaba. 
Reunidos los buques peruanos, adoptaron la siguiente táctica: la corbeta "Unión" trataría de atraer al blindado "Blanco Encalada" para evitar la captura de los otros dos buques, confiada en su mayor velocidad. Por lo tanto, navegó al oeste a baja velocidad para atraer al contendor.
La cañonera "Pilcomayo" navegó al sur a máxima velocidad y el transporte "Chalaco" cambió su rumbo al sureste para pegarse a la costa. 
El Almirante Galvarino Riveros Cárdenas, al mando de la Escuadra chilena, decidió dar caza a la cañonera "Pilcomayo" y ordenó al Comandante del "Blanco", Capitán de Corbeta Luis Anacleto Castillo Goñi perseguir a máximo andar a la cañonera peruana.
El Comandante Ferreyros advirtiendo que la distancia se acortaba rápidamente y que la huida era imposible, reunió a sus oficiales en consejo, donde decidieron incendiar el buque y hundirlo antes de entregarse, batiéndose en retirada para dar tiempo para ejecutar el plan acordado.
A 5.000 metros, la cañonera "Pilcomayo" rompió el fuego en elevación sin dañar a su perseguidor. El blindado "Blanco" no rompió el fuego hasta los 4.200 m, alcanzando inicialmente el pico del palo trinquete de la cañonera. 
Mientras tanto, el Comandante Ferreyros hizo abrir las válvulas de fondo para inundar la máquina y santabárbaras y ordenó derramar todo tipo de material inflamable para hacerlo arder y provocar un incendio. Los cañones de popa se apuntaron sobre la escotilla de la cámara de oficiales para perforar el casco bajo la línea de flotación. Luego dispuso la destrucción de códigos, correspondencia y documentos del buque. 
Comenzado el incendio, detuvo el buque y arrió los botes para que se embarcara la tripulación. El Almirante Riveros Cárdenas al ver señales con banderas blancas que se hacían desde los botes, dispuso cesar el fuego y parar la máquina para que el Teniente Roberto Anacleto Goñi Simpson abordara el buque peruano.
Abordada la cañonera, Goñi reemplazó el emblema peruano por el chileno y dedicó todos sus esfuerzos para salvar la nave zozobrante, atracándola al blindado "Blanco" para que con sus bombas de achique impidiera su hundimiento y simultáneamente reforzar al personal que apagaba los incendios. En dos horas lograron tapar las vías de agua con hombres buzos y apagaron los incendios. Los chilenos prosiguieron a llevarla en remolque al puerto de Pisagua y luego al puerto de Valparaíso, donde recibió reparaciones definitivas.
En manos chilenas participó en el bloqueo de los puertos peruanos desde 1880 hasta el final de la guerra.

### Destino
Después de la guerra del Pacífico fue usada para trabajos hidrográficos. Además de buque escuela para guardiamarinas.
Durante la guerra civil chilena de 1891, permaneció en Buenos Aires.
Estuvo al servicio de la Armada de Chile hasta 1909, donde fue convertida en pontón en Talcahuano.